# James Langstaff Bowman
Pour les articles homonymes, voir Bowman et Langstaff.
Cet article possède un paronyme, voir James Bowman.
James Langstaff Bowman, né le 8 octobre 1879 à Thornhill et mort le 14 septembre 1951 à Dauphin, est un curleur et homme politique canadien.
Il remporte le tournoi de démonstration de curling aux Jeux olympiques de 1932 à Saint-Moritz. Membre du Parti conservateur du Canada, il est député à la Chambre des communes du Canada de 1930 à 1935 et Président de la Chambre des communes en 1935.